# 금동보살입상 (보물 제333호)
금동보살입상(金銅菩薩立像)은 서울특별시 용산구 국립중앙박물관에 있는 삼국시대의 불상이다. 1963년 1월 21일 대한민국의 보물 제333호로 지정되었다.

## 개요
금동보살입상(金銅菩薩立像)은 삼국시대 보살상에서 나타나는 특징을 잘 보여주고 있는 높이 15.1cm의 조그만 작품이다.
머리에는 특이한 형태의 관(冠)을 쓰고 있으며, 몸에 비해 다소 긴 얼굴에는 잔잔한 미소가 번지고 있다. 체구는 자그마하지만 당당하고 강직해 보이며, 온몸을 감싸고 있는 옷 때문에 신체의 윤곽은 잘 드러나지 않는다. 옷은 좌우대칭을 이루면서 X자로 교차되며 날리듯 표현되어 힘이 넘친다. 손은 삼국시대 불상에서 유행하던 모습인데 몸에 비해 매우 크게 표현되었다. 왼손은 아래로 내려 새끼 손가락과 네번째 손가락을 구부렸고, 오른손은 위를 향해 손가락을 모두 펴고 있는 모습이다. 두 발 아래에는 역삼각형 모양의 둥근 대좌(臺座)가 있는데, 여기에 긴 촉이 붙어 있어 아래 대좌에 꽂을 수 있도록 되어있지만 아래 대좌는 없어졌다. 
대좌와 광배가 없어졌지만 거의 완전한 모습으로 남아 있는 불상으로, 손모양, X자로 교차된 옷자락 등이 삼국시대 보살상의 특징을 잘 보여주고 있다. 

## 같이 보기
- 국립중앙박물관

## 참고 자료
- 금동보살입상 - 국가유산청 국가유산포털